# Heteropalpia robusta
Heteropalpia robusta is een vlinder uit de familie spinneruilen (Erebidae). De wetenschappelijke naam is voor het eerst geldig gepubliceerd in 1988 door Wiltshire.
De soort komt voor in tropisch Afrika.